# تشارلز دبليو. دالكويست الثاني
تشارلز دبليو. دالكويست الثاني (بالإنجليزية: Charles W. Dahlquist II)‏ هو محامي أمريكي، ولد في 5 أغسطس 1947 في بروفو في الولايات المتحدة.